# Costiera amalfitana tra Nerano e Positano
Costiera amalfitana tra Nerano e Positano este o arie protejată (arie specială de conservare — SAC, sit de importanță comunitară — SCI) din Italia întinsă pe o suprafață de 980 ha, din care 1 % marine.

## Localizare
Centrul sitului Costiera amalfitana tra Nerano e Positano este situat la coordonatele 40°36′29″N 14°24′34″E / 40.608056°N 14.409444°E.

## Înființare
Situl Costiera amalfitana tra Nerano e Positano a fost declarat sit de importanță comunitară în mai 1995 pentru a proteja 22 de specii de animale. Situl a fost protejat și ca arie specială de conservare în mai 2019.

## Biodiversitate
Situată în ecoregiunea mediteraneană, aria protejată conține 8 habitate naturale: Faleze cu vegetație de Limonium spp. endemic de pe coastele mediteraneene, Peșteri marine scufundate complet sau parțial, Peșteri inaccesibile publicului, Tufărișuri termo-mediteraneene și de pre-deșert, Pseudostepă cu ierburi și specii anuale de Thero-Brachypodietea, Matorral arborescenți cu Juniperus spp., Formațiuni scunde de Euphorbia în apropierea falezelor, Păduri de Quercus ilex și Quercus rotundifolia.
La baza desemnării sitului se află mai multe specii protejate:
- păsări (16): ciocârlie-de-câmp (Alauda arvensis), prepeliță (Coturnix coturnix), Falco eleonorae, șoim călător (Falco peregrinus), muscar-gulerat (Ficedula albicollis), sfrâncioc roșiatic (Lanius collurio), Larus argentatus, pescăruș sur (Larus canus), pescăruș negricios (Larus fuscus), pescăruș râzător (Larus ridibundus), viespar (Pernis apivorus), sitar de pădure (Scolopax rusticola), turturică (Streptopelia turtur), silvie de tufiș (Sylvia undata), mierlă (Turdus merula), sturz-cântător (Turdus philomelos)
- amfibieni (1): Salamandrina terdigitata
- mamifere (2): liliacul mare cu potcoavă (Rhinolophus ferrumequinum), liliacul mic cu potcoavă (Rhinolophus hipposideros)
- nevertebrate (2): croitorul mare al stejarului (Cerambyx cerdo), Melanargia arge
- reptile (1): șarpele cu patru dungi (Elaphe quatuorlineata)

Pe lângă speciile protejate, pe teritoriul sitului au mai fost identificate 7 specii de plante, 2 specii de amfibieni, 1 specie de nevertebrate, 4 specii de reptile.